# Ghastly Ones
Ghastly Ones — сёрф-гаражная рок-группа из Ван Найс, Калифорния с звучанием, словно из старых фильмов ужасов.

## История
The Ghastly Ones были сформированы двумя «монстрами», Гаррет «Dr. Lehos» Иммел и Норман «Baron Shivers» Кабрера. Они проникнуты любовью к Хэллоуин музыке, фильмами ужасов и Screaming Lord Sutch, вдохновленные серф-роком начала шестидесятых и хот-роду, как The Lively Ones, Avengers VI, The Del-Aires, чтобы создать первый «spooky surf» группы.
Первый концерт группы был в Аль-баре на Хэллоуин 1996, печально известный в панк-мире в течение нескольких буйных шоу Misfits. Во время своих ранних шоу, сцену часто украшали в надгробия и паутину, чтобы придать своим выступлениям соответствующую атмосферу.
Их уникальный звук и вид привлек внимание Роба зомби, они выпустили свой первый альбом, A-Haunting We Will Go-Go в 1998 году на лейбле Zombie-A-Go-Go Records, дочерняя компания Геффен Рекордс. Последующие альбомы были выпущены на независимом лейбле, Ghastly Plastics Co.
В 2007 году The Ghastly Ones разъезжали по всему Восточному побережью и Японии в первый раз и в 2009 году они играли в Ноттингеме, Англия. Их музыка была показана в Хэллоуин эпизоде Nickelodeon Губка Боб Квадратные Штаны «Трусливые штаны» и в 2010 году в ремейке «Night of the Demons».
Барабанщик и сооснователь Норман «Baron Shivers» в настоящее время сосредоточился на своей новой группе Boss Fink. Клавишник Дэйв Кляйн «Captain Clegg» в настоящее время играет на ударных с легендарной серф/панк-группой, Agent Orange и продюсирует группы на Dave Klein Recording, его собственной студии в Лос-Анджелесе.

## Дискография

### Альбомы
- A-Haunting We Will Go-Go, 1998
- All-Plastic Assembly Kit, 2005
- Target: Draculon, 2006
- Unearthed, 2007

### Мини-альбомы
- Dare To Go-Go Ghostly With The Ghastly Ones, 1998
- Gears n' Ghoulfinks, 2006, purple vinyl 7"

### Синглы
- «SpongeBob ScaredyPants», из мультсериала «Губка Боб Квадратные Штаны»: Original Theme Highlights, 2001
- «Flying Saucers Over Van Nuys», 2006, green vinyl 7